# Nicola Capocci

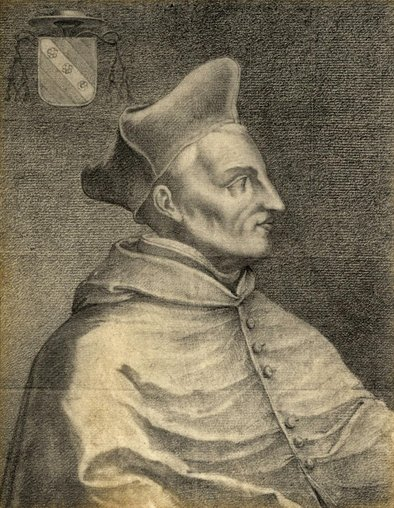
Kardinal Nicola Capocci (neuzeitliche Darstellung)

Nicola Capocci († 26. Juli 1368 in Monte Falcone, Montefiascone) war ein Kardinal der Römischen Kirche.
Capocci entstammte einer italienischen Adelsfamilie. Er studierte Rechtswissenschaften an der Universität Perugia und schuf dort im Jahre 1362 das Collegium Gregorianum. Zunächst war er Kanoniker in Thérouanne und dann einige Zeit Kanzleimitarbeiter des französischen Königs. Unter Papst Benedikt XII. war er Mitarbeiter an der Erstellung der römischen Rota.
Capocci wurde daraufhin im Januar 1341 zum Bischof von Utrecht ernannt, was jedoch gegen eine große Gegenmacht, die gerne Jan van Bronkhorst als Bischof gesehen hätte, nicht umsetzbar war. Er nahm daher binnen eines Jahres Abstand von Utrecht. Capocci war von 1348 bis 1351 Bischof von Urgell in Spanien. Papst Clemens VI. ernannte ihn am 17. Dezember 1350 zum Kardinal mit der Titelkirche San Vitale.
Capocci war päpstlicher Legat in Frankreich, vor allem, um Frieden mit England zu erreichen. 1356 reiste er mit Élie Talleyrand de Périgord dorthin, kurz vor der Schlacht von Maupertuis. Capocci überwarf sich mit Talleyrand und agierte eigenständig von Paris aus. Im Juni 1357 war er in England, wiederum mit Talleyrand. In der Mitte des Jahres 1358 verloren Papst Innozenz VI. und seine Legaten den Glauben an ein Abkommen.
Von 1361 an war er Kardinalbischof von Frascati. Capocci wurde in der Basilika von Santa Maria Maggiore in Rom beigesetzt.